# Stephen Crabb
Stephen Crabb (né le 20 janvier 1973) est un homme politique britannique qui est député de Preseli Pembrokeshire de 2005 à 2024 et président du comité spécial des affaires galloises de 2020 à 2024. Membre des conservateurs gallois, il est secrétaire d'État au Travail et aux Retraites de mars à juillet 2016 sous la direction du Premier ministre David Cameron. Stephen Crabb est précédemment whip du gouvernement, sous-secrétaire d'État parlementaire pour le Pays de Galles (2012-2014) et secrétaire d'État pour le Pays de Galles (2014-2016) sous Cameron,,.

## Jeunesse et éducation
Bien que né à Inverness, d'une mère écossaise, Stephen Crabb grandit principalement à Haverfordwest, la ville du comté de Pembrokeshire au Pays de Galles.
Son père est reconnu invalide l’année précédant sa naissance. Sa mère se sépare de son père quand Crabb a huit ans. Elle l'élève, lui et ses deux frères, dans un logement social, vivant de prestations sociales et recevant l'aide de sa famille, de ses amis et de l'église baptiste.
Stephen Crabb fait ses études dans les écoles primaires locales. De 1984 à 1991, il fréquente l'école Tasker Milward à Haverfordwest, créée en 1978 après la fermeture d'un ancien lycée pour garçons et de l'école locale pour filles.
Il étudie ensuite la politique à l'Université de Bristol et obtient son diplôme en 1995. Il rejoint le Parti conservateur après avoir obtenu son diplôme universitaire. Plus tard, il obtient un MBA à la London Business School.

## Début de carrière
Après avoir obtenu son diplôme universitaire, Stephen Crabb accepte un poste non rémunéré de stagiaire parlementaire en recherche-action chrétienne et en éducation.
En 1996, il devient chargé des affaires parlementaires au Conseil national des services bénévoles à la jeunesse. En 1998, il exerce les fonctions d'observateur électoral en Bosnie-Herzégovine et commence à travailler comme responsable politique à la Chambre de commerce de Londres. En 2002, il devient consultant en marketing.
En 1998, alors qu'il vit à Londres, il est élu président de la Southwark North and Bermondsey Conservator Association, poste qu'il occupe jusqu'en 2000.

## Carrière parlementaire
Stephen Crabb se présente au Parlement dans la circonscription où il a grandi, Preseli Pembrokeshire, en 2001. Il termine à la deuxième place, mais aux élections générales de 2005, il remporte le siège sur le parti travailliste avec une majorité de 607 voix, devenant ainsi l'un des trois députés conservateurs gallois qui ont mis fin à la « zone sans conservateurs » qui existait au Pays de Galles depuis 1997. Crabb est le plus jeune membre de la promotion conservatrice de 2005. Il prononce son premier discours le 25 mai 2005.
Aux élections générales de 2010, il conserve son siège avec une majorité de 4 605 voix et 42,79 % des voix. Aux élections générales du 7 mai 2015, il est réélu avec une majorité de 4 969 voix et 40,4 % des voix.

### Arrière-ban
En 2010, Stephen Crabb préside le groupe multipartite pour la démocratie en Birmanie et a été le patron de la Burma Campaign UK. De 2010 à 2012, il dirige le projet Umubano du Parti conservateur, qui travaille au Rwanda et en Sierra Leone.
Il est nommé sur la banquette avant conservatrice en 2009 comme whip junior ; lorsque la Coalition conservatrice-libérale-démocrate est élue en 2010, il est nommé whip adjoint du gouvernement.

### Ministre du Pays de Galles
En 2012, Stephen Crabb est promu sous-secrétaire d'État parlementaire pour le Pays de Galles et devient Lord Commissaire du Trésor. Owen Smith, du Parti travailliste, dont la carrière parlementaire reflète celle de Crabb, qualifie cet arrangement de "très inhabituel et insatisfaisant", ajoutant : "il est inouï qu'un whip agisse également en tant que ministre dans un ministère".
Lors du remaniement de juillet 2014, il est promu secrétaire d'État pour le Pays de Galles et rejoint le Cabinet.
Stephen Crabb reste en poste après le remaniement ministériel du 11 mai 2015. Il salue l'impact des réformes sociales de Iain Duncan Smith au Pays de Galles.
Le 2 mars 2016, il vote avec le gouvernement pour réduire de 30 £ par semaine le montant de l'allocation d'emploi et de soutien (ESA) versée aux personnes handicapées nouvellement placées dans la cohorte de bénéficiaires connue sous le nom de groupe d'activités liées au travail à partir d'avril 2017. Le bureau de circonscription de Crabb est ensuite vandalisé, avec des graffitis demandant : « Pourquoi détestez-vous les malades ? sur sa façade,,.

### Secrétaire d'État au Travail et aux Retraites
Le 19 mars 2016, Stephen Crabb est nommé pour succéder à Iain Duncan Smith au poste de secrétaire d'État au Travail et aux Retraites à la suite de la démission soudaine et inattendue de ce dernier en raison des modifications proposées au paiement d'indépendance personnelle (PIP), une prestation d'invalidité sans rapport avec le statut d'emploi du demandeur. Dans sa première déclaration parlementaire en tant que secrétaire aux Affaires sociales, il déclare que le gouvernement « n'ira pas de l'avant avec les changements proposés au PIP",.
En juillet 2016, il démissionne de son poste après avoir admis avoir envoyé des messages sexuellement explicites à une femme de 19 ans qu'il avait interviewée pour un emploi alors qu'il était ministre gallois,.

### Candidature à la direction
En juin 2016, Stephen Crabb annonce sa candidature aux élections à la direction du parti conservateur, à la suite de la démission de David Cameron en raison du résultat du référendum sur l'adhésion à l'UE de 2016. Il fait un « ticket commun » avec le ministre des Affaires et du Commerce, Sajid Javid, avec Crabb pour devenir Premier ministre du Royaume-Uni et Javid le chancelier de l'Échiquier si Crabb avait gagné .
Le 5 juillet 2016, après le premier tour des députés conservateurs, il arrive à l'avant-dernière place. Le finaliste, Liam Fox, est éliminé du concours, il se retire ensuite de la course, apportant son soutien à Theresa May.

### Fin de carrière
Aux élections générales du 8 juin 2017, Stephen Crabb conserve son siège, mais avec une majorité de seulement 314 voix. Lors des élections générales de 2019, sa majorité passe à 5 062 voix. Par la suite, Crabb est choisi pour présider le comité spécial des affaires galloises en janvier 2020. Aux élections générales de 2024, Crabb perd face au candidat travailliste Henry Tufnell.

## Vie privée
Stephen Crabb est marié à Béatrice Monnier, qui est française ; ils ont deux enfants. Ils se sont rencontrés alors qu'ils étudiaient à l'Université de Bristol. Il a fait partie de l'équipe de rugby des Commons et Lords.